# Gutenberg (Oberostendorf)

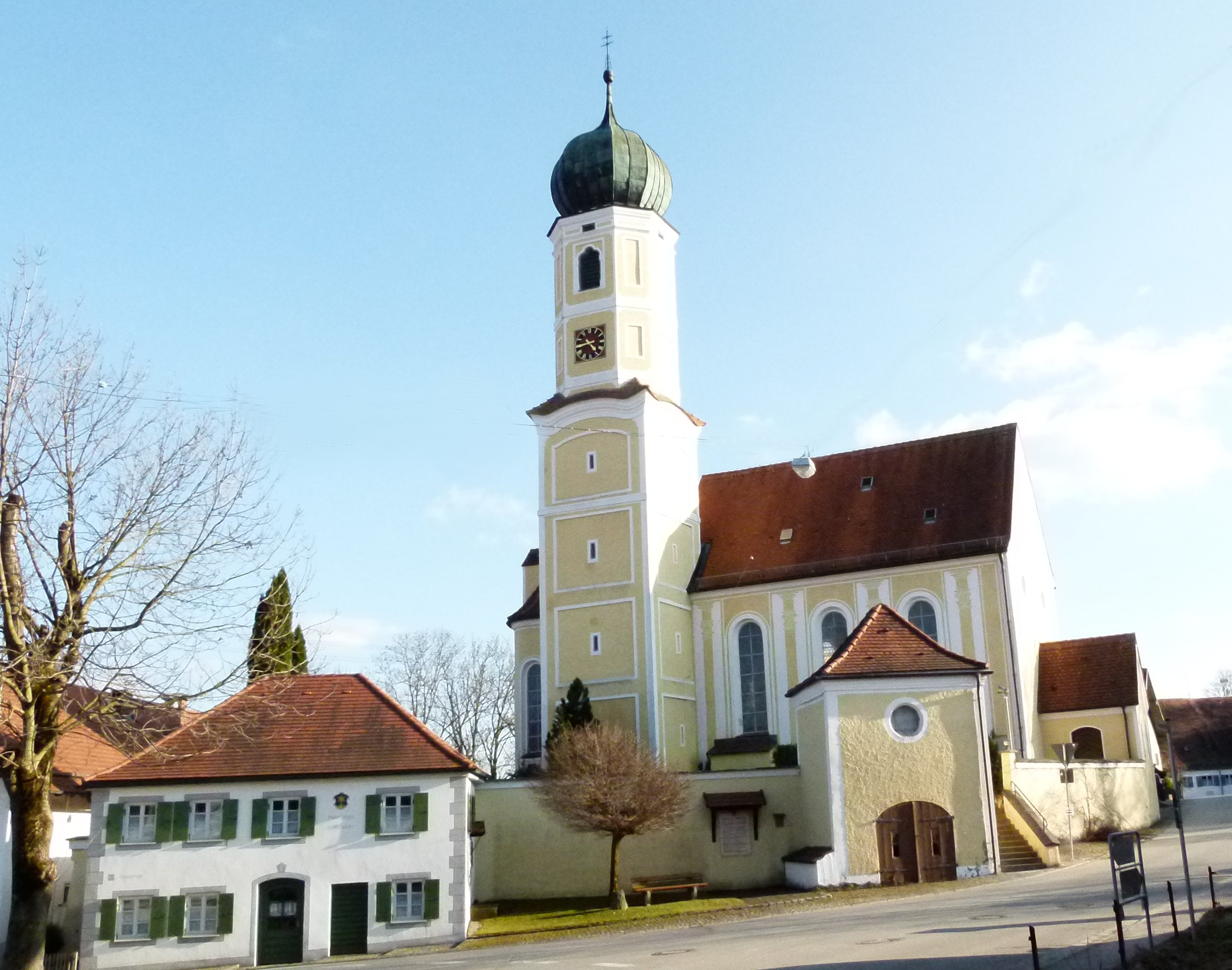
Pfarrkirche mit Heimathaus

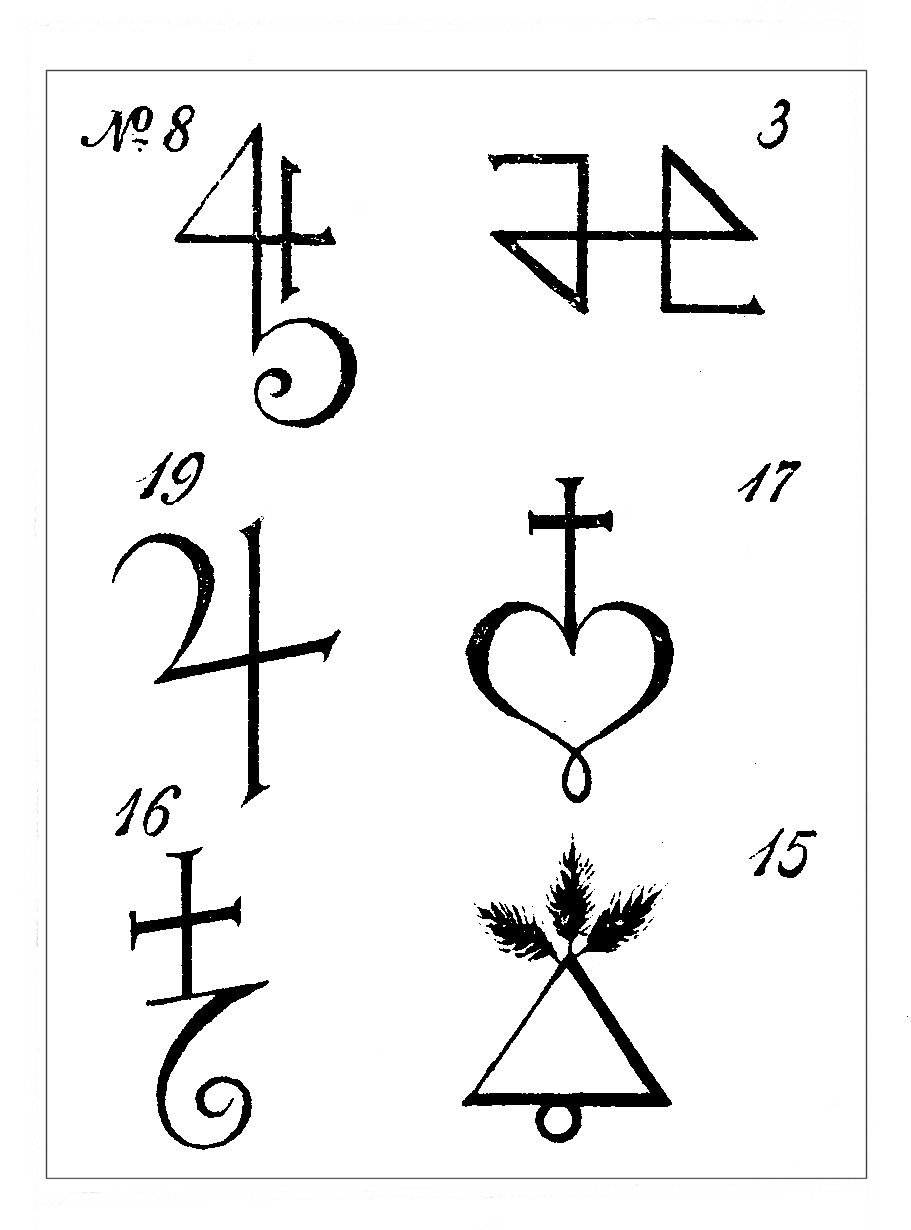
Hausmarken

Gutenberg ist ein Ortsteil der Gemeinde Oberostendorf im schwäbischen Landkreis Ostallgäu an der Ostseite des Georgibergs sowie an der Gennach.

## Geschichte
Die Lage des Ortes an einer flachen Abdachung eines Hügelzuges lässt bei der Deutung des Ortsnamens an einen guten (das heißt ertragreichen) Berg denken.
Erstmals wird Gutenberg genannt im Jahre 1238, als ein Rudiger von Gutenberg in einer Urkunde als Zeuge auftritt. Bekannt ist auch der Augsburger Kanoniker Wernher von Gutenberg in der Mitte des 13. Jahrhunderts sowie Hermann und sein Sohn Dietrich von Gutenberg, letzterer in der Mitte des 14. Jahrhunderts. Die Ritter von Gutenberg, kemnater Dienstmannen, lebten in einer kleinen Burg auf einem Hügel ca. 150 Meter südwestlich der Pfarrkirche. Die Anhöhe ist inzwischen abgetragen und überbaut worden.

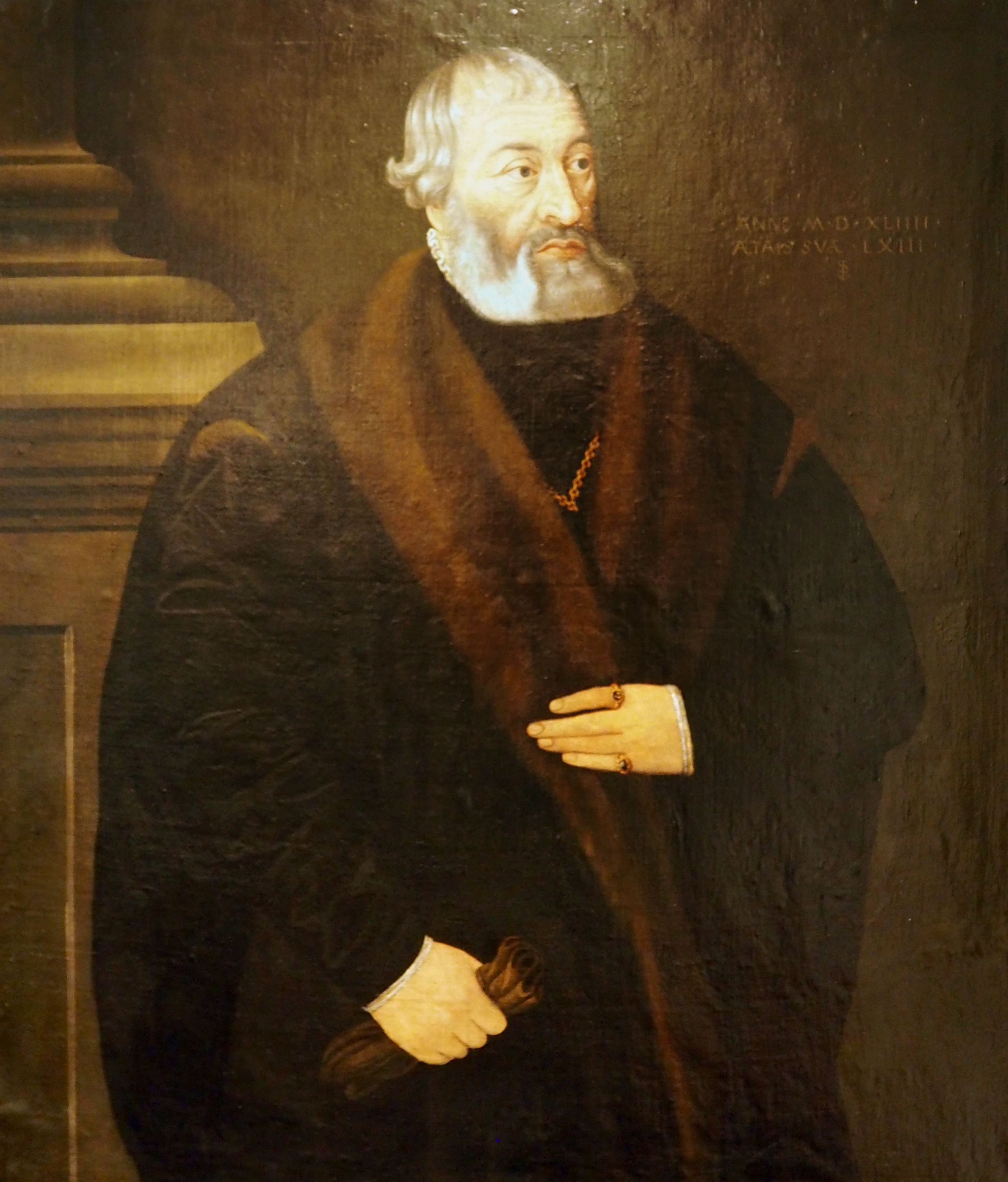
Georg Hörmann von und zu Gutenberg

Auf die Gutenberger Ministerialen folgten im Besitz des Ortes Augsburger Bürger und Kaufbeurer Patrizier:
- 1342 verkauften die Brüder Heinrich, Ulrich und Nikolaus von Augsburg ihren Besitz an Heinrich Portner, Bürger zu Augsburg.
- 1380 veräußerte Bertlin der Portner zwei Höfe zu Gutenberg und übergab danach den Ort an seine beiden Schwiegersöhne Hans Rapolt und Arnold von Gereut, die 1398 den Besitz aufteilten. Während der Anteil des Arnold über die Schmiecher zu Helmishofen im 1. Drittel des 15. Jahrhunderts an Hans von Benzenau kam, erwarb den anderen Teil von den Rapoltschen Erben Konrad Schmalholz, Bürger zu Landsberg.
- In der 2. Hälfte des 15. Jahrhunderts vereinigte der Kaufbeurer Patrizier Ulrich III. Honold die beiden Teile wieder zu einer Herrschaft. Bei einer Erbteilung seiner Güter bald vor 1501 gelangte Gutenberg an seinen Neffen Anton II. Honold von Koneberg. Unter seinen Kindern kam es 1534 wieder zu einer Erbteilung. Zuerst verkaufte Anna Honold, die Frau des Apothekers Dr. Alban Wolffhart in Memmingen 1537 ihren Anteil, darunter Kirchensatz und die niedere Gerichtsbarkeit, an den Kaufbeurer Bürger Georg Hörmann. Der Handel wurde aber erst 1543 rechtskräftig, nachdem ein Streit mit ihren Brüdern vor dem kaiserlichen Kammergericht beigelegt worden war. Bald darauf verkauften auch die anderen honoldischen Erben ihren Besitz in Gutenberg an Hörmann: 1544 die Brüder Dominikus und Anton III. Honold und 1545 die Schwester Regina Honold.[5]
- Georg Hörmann (1491–1552) war Oberverwalter von Jakob Fugger in dessen Schwazer Bergwerken, wodurch er eine vermögende und einflussreiche Persönlichkeit wurde. 1528 ist er durch Kaiser Karl V. in den erblichen Adelsstand erhoben worden. Nun nannte sich Georg Hörmann „von und zu Gutenberg“. Kaiser Ferdinand I. ernannte ihn zum kaiserlichen Rat.
- Das Patrimonialgericht der Familie Hörmann über Gutenberg bestand bis 1848.[6] Schon zuvor, bei der Säkularisation, war die Hohe Gerichtsbarkeit, die bisher dem Hochstift Augsburg zustand, an den bayerischen Staatsverband gefallen. Ab 1803 wurde Gutenberg durch das neu gebildete Landgericht Kaufbeuren verwaltet.

Im Zuge der Gebietsreform ist die selbständige Gemeinde Gutenberg am 1. Mai 1978 in die Gemeinde Oberostendorf eingegliedert worden.

## Wappen
Das Wappen wurde durch Entschluss des Bayerischen Staatsministeriums des Inneren am 13. Januar 1950 der damaligen Gemeinde verliehen. Es stellt in Schwarz einen sechsstrahligen goldenen Stern über einem goldenen Dreiberg dar.
Der Stern geht auf das Wappen der Kaufbeurer Familie von Hörmann zurück, die ab 1545 im Besitz des ganzen Ortes Gutenberg war. Der Dreiberg deutet auf den Ortsnamen hin.

## Kultur und Sehenswürdigkeiten

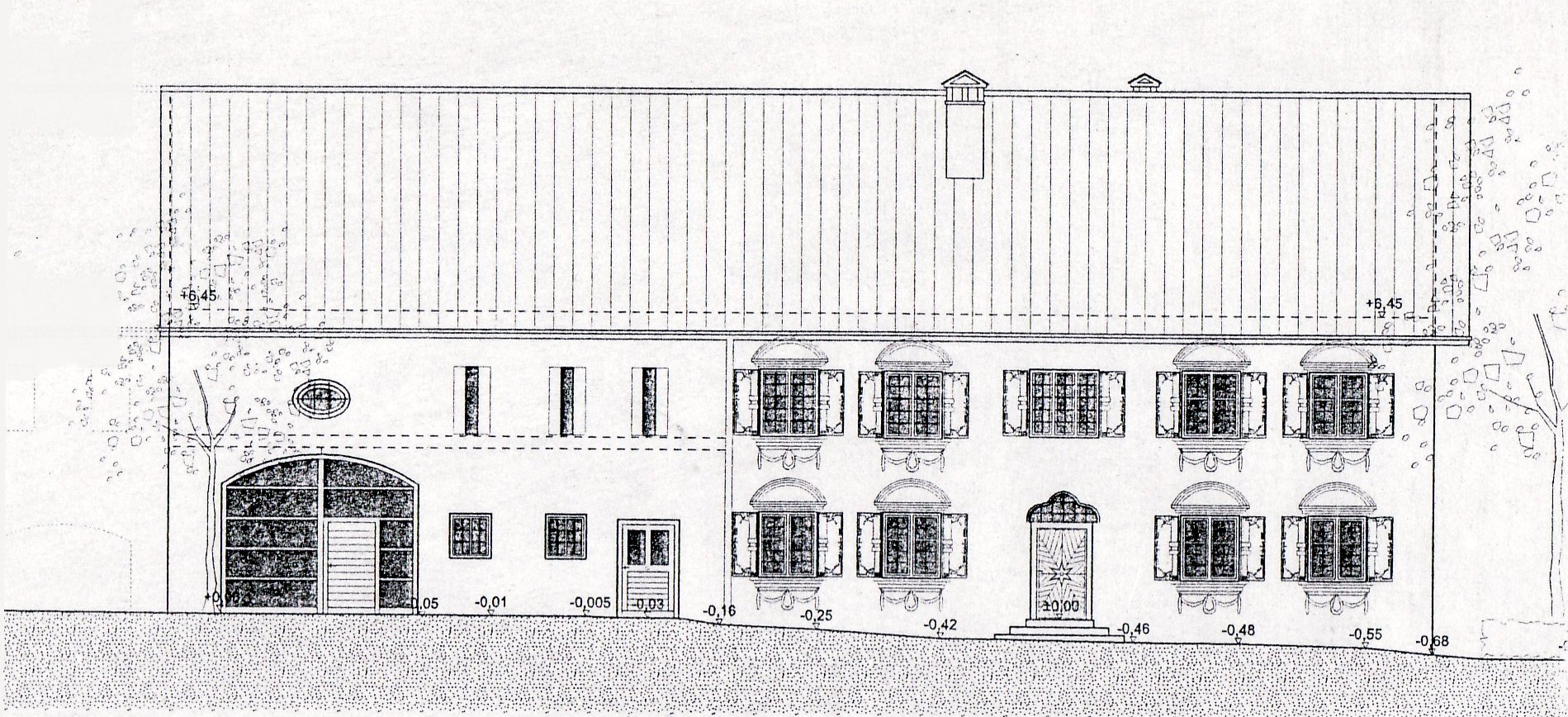
Rekonstruktionszeichnung des Pfarrhofes von 1793/94

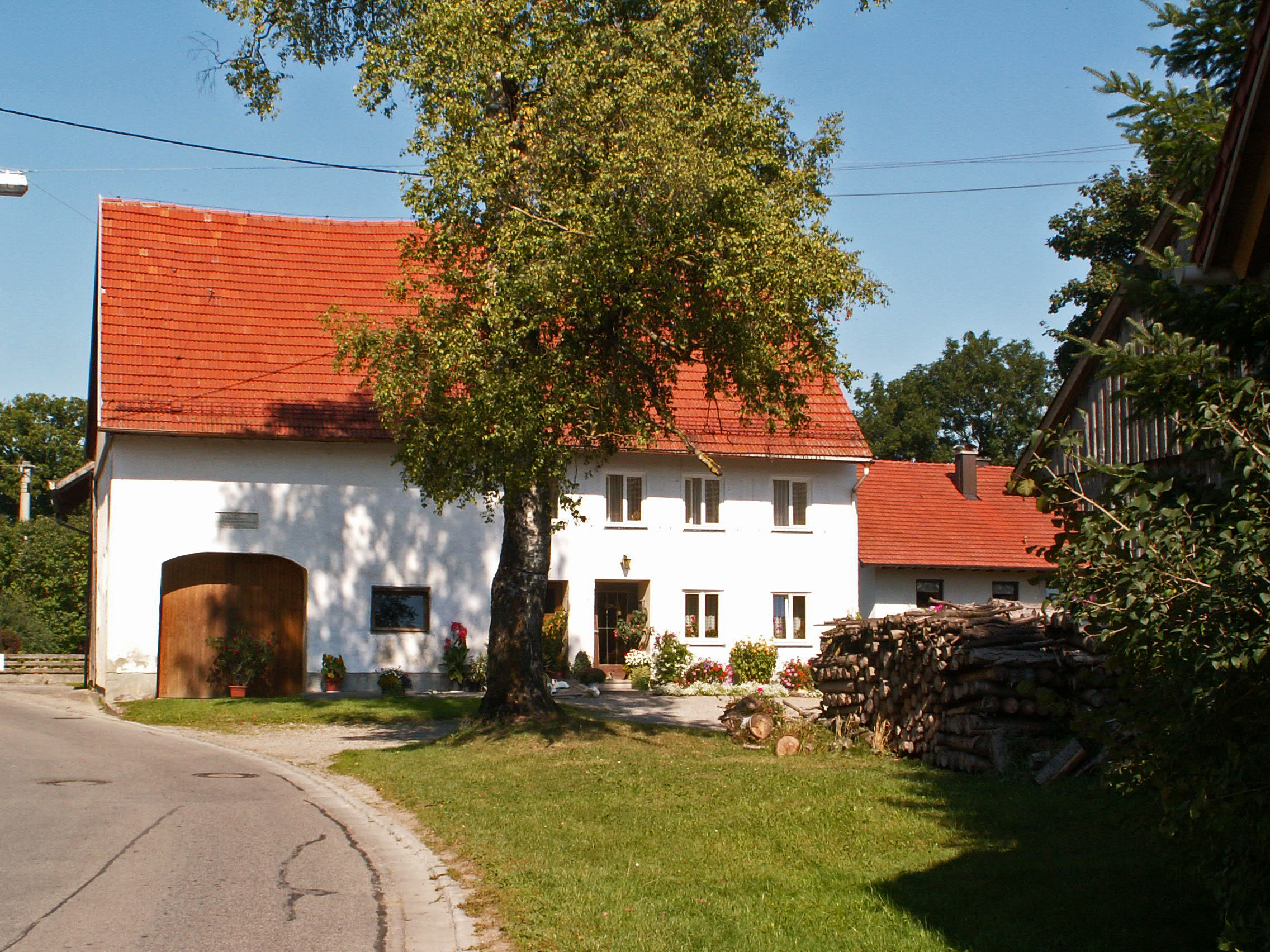
Anwesen am Platz des ehemaligen Schlosses

- Pfarrkirche St. Margareta

Als Pfarrei wird Gutenberg erstmals 1450 erwähnt. Die Pfarrkirche St. Margareta in ihrem jetzigen Erscheinungsbild stammt aus dem Jahr 1791.
Der ehemalige Pfarrhof, als repräsentatives Gebäude 1793/94 erbaut, wurde 2010 nach vergeblichen Versuchen, ihn für die Öffentlichkeit zu erhalten, von der Diözese Augsburg an einen Privatmann verkauft.
- Hörmannkapelle

Auf der Südseite der Pfarrkirche hat 1546 Georg Hörmann die Kapelle mit einer darunterliegenden Gruft als Familienbegräbnis errichten lassen. Durch umfangreiche Baumaßnahmen am Ende des 18. Jahrhunderts wurde die Kapelle durch neue Türen und den Abbruch des alten Gewölbes stark verändert. Bis 2012 hat man dann versucht, dem sakralen Raum seine Würde wieder zu geben. Ein kunstgeschichtlich bedeutendes Bronzeepitaph für Ludwig Hörmann (1515–1588), 1894 an das Kaufbeurer Stadtmuseum abgegeben, wurde in Kopie hier wieder angebracht.

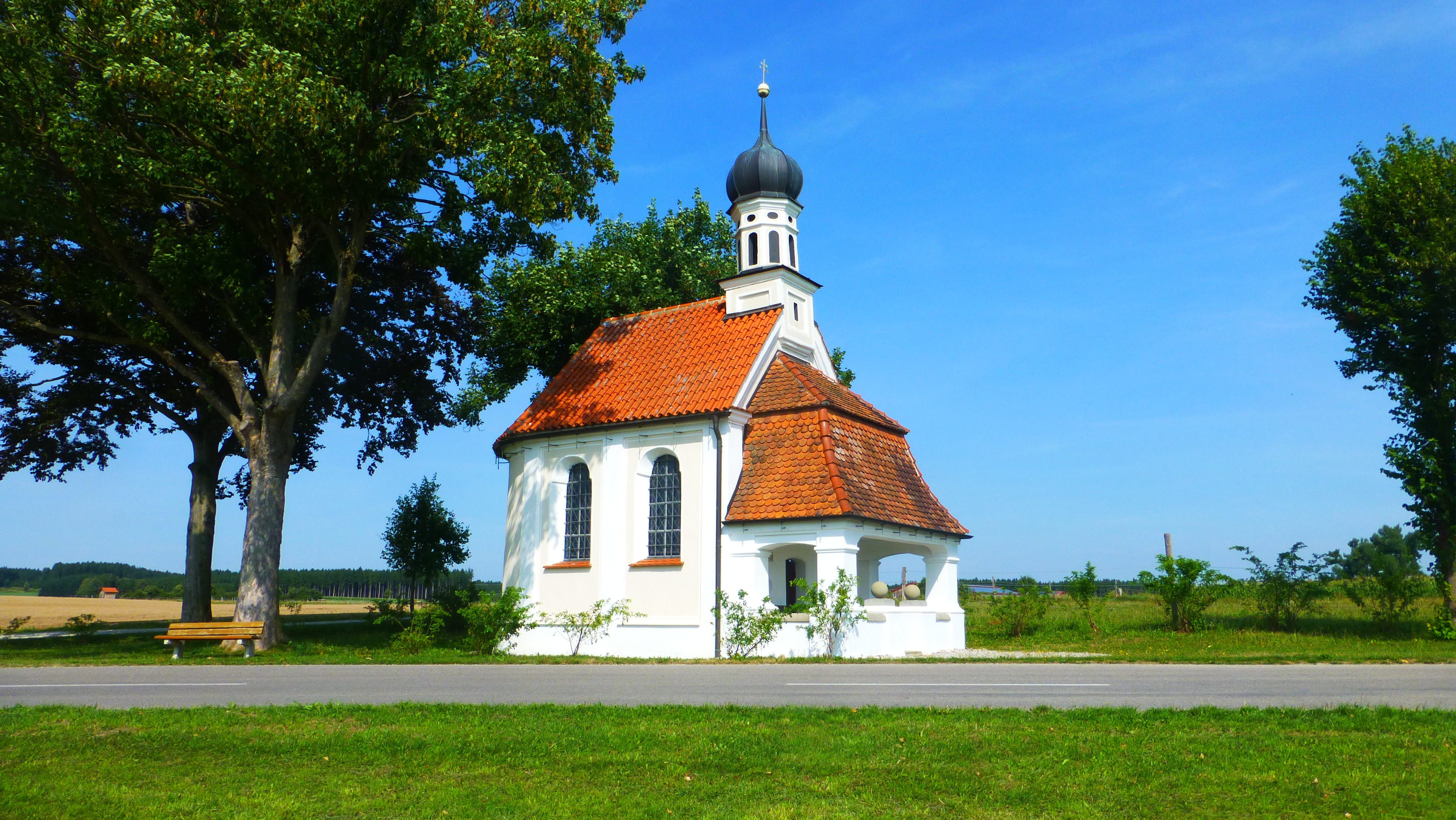
Kapelle zur Allerheiligsten Dreifaltigkeit

- Kapelle zur Heiligsten Dreifaltigkeit

Südwestlich des Ortes steht im freien Feld die Kapelle zur Heiligsten Dreifaltigkeit, die vom damaligen Müller Hans Scholz 1634 in Todesnot versprochen, allerdings erst 1704 von einem seiner Nachfolger, Elias Huber, errichtet wurde.
- Schloss Gutenberg

Das von Wilhelm Gottfried Hörmann 1731 am Nordende des Dorfes im französischen Stil erbaute Schloss wurde 1823 abgebrochen, nachdem die Hörmann allen Grundbesitz in Gutenberg verkauft hatten. Eine Gedenktafel über der Hofeinfahrt des Anwesens Hörmannstraße 28 erinnert noch an das Schloss.
- „Heimatstube“

An der nördlichen Friedhofsmauer steht ein kleines Söldhaus, das der Ortsherrschaft früher als Gefängnis („Keuche“) diente. Ab 1698 wurde das Anwesen dem Amtsknecht zugewiesen, der bis dahin neben dem Burgstall eine Wohnung hatte. Seit 1996 wird das vorbildlich restaurierte Gebäude mit seiner rustika-gegliederten Fassade und dem markanten Walmdach museal genutzt. In fünf Räumen wird bäuerliches Wohnen, Leben und Arbeiten dokumentiert.
- Sühnekreuz

Am nördlichen Ortseingang steht ein steinernes Sühnekreuz, wohl zum Gedenken an den 1633 an dieser Stelle von den Schweden ermordeten Pfarrer Georg Stammak.
- Hausmarken

Eine Gutenberger Besonderheit sind zehn durchweg kunstvoll gestaltete Hausmarken. Sie sind der entsprechenden Anzahl an Anwesen zugeordnet. Ihre Bedeutung, ob Holzmarken, Besitzstempel oder Brandmarken, ist unklar.

## Vereine
- Heimatverein Gutenberg
- Theatergruppe im Heimatverein Gutenberg

Die Theaterabende erfreuen sich eines regen Zuspruchs. Seit Jahren werden Stücke des Gutenbergers Josef Hefele aufgeführt, in die humorvoll Personen und Begebenheiten aus dem Dorf eingearbeitet sind.
- Veteranenverein Gutenberg
- Obst- und Gartenbauverein Gutenberg
- KLJB Gutenberg
- EC Gutenberg

In Gutenberg existiert seit 1998 ein Eishockeyverein. Seit einigen Jahren veranstaltet der Club eine eigene Hobbyrunde. Spiele der Mannschaft werden im Buchloer Eisstadion ausgetragen.
- RVC Gutenberg

Überregional bekannt ist der Ort durch den ansässigen Reit- und Voltigierclub. Auf der großen Anlage westlich des Ortes finden regelmäßig große Turniere auf schwäbischer und bayerischer Ebene statt.
- TEC Gutenberg

Ebenfalls überregional bekannt ist der Ort durch den 2019 gegründeten Tischeishockey Club Gutenberg, welcher seit 2020 offizieller DTEV-Bundesliga-Verein ist. Bereits auf der ersten Deutschen Meisterschaft des Vereins konnte in der Einzelwertung in der Kategorie Damen die Deutsche Vizemeisterschaft gewonnen werden.

## Bedeutende Gutenberger
Franz von Paula Huber, geboren 1778, 1793 als Barnabas Huber Benediktiner im Kloster Ottobeuren bis zur Klosterauflösung 1802, ab 1806 Hofmeister und Erzieher in Fuggerschen Diensten, 1834 bis 1851 Gründungsabt der durch Ludwig I. wiedererrichteten Benediktinerabtei bei St. Stephan
in Augsburg.